# The 100 Girlfriends Who Really, Really, Really, Really, Really Love You
The 100 Girlfriends Who Really, Really, Really, Really, Really Love You (jap. 君のことが大大大大大好きな100人の彼女 Kimi no koto ga dai dai dai dai daisuki na 100-nin no kanojo) – manga napisana przez Rikito Nakamurę i ilustrowana przez Yukiko Nozawę, znana również jako The 100 Girlfriends (jap. 100人の彼女 Hyaku-nin no kanojo). Jest publikowana na łamach magazynu „Shūkan Young Jump” wydawnictwa Shūeisha od grudnia 2019. 
Na jej podstawie studio Bibury Animation Studios wyprodukowało serial anime, który emitowano od października do grudnia 2023. Drugi sezon był nadawany od stycznia do marca 2025.

## Fabuła
Rentarō Aijō wyznał uczucia (i został odrzucony przez) równo 100 dziewczyn. Ostatniego dnia gimnazjum postanawia odwiedzić świątynię i modli się, by w czasie nauki w liceum zdobyć dziewczynę. Nagle pojawia się przed nim Bóg Miłości i mówi mu, że powodem jego nieistniejącego życia miłosnego jest to, że każdy może posiadać w swoim życiu tylko jedną bratnią duszę, ale z powodu błędu ze strony Boga Miłości, Rentarō ma ich aż 100.
Pierwszego dnia w liceum, Rentarō spotyka Hakari Hanazono i Karane Indę. Obie dziewczyny natychmiast się w nim zakochują z wzajemnością, jednak Rentarō nie mogąc zdecydować się między nimi, wieczorem ponownie odwiedza Boga Miłości i dowiaduje się, że jeśli nie odwzajemni uczuć jednej z bratnich dusz, zginie ona w wypadku. Nie chcąc, by taki los spotkał Hakari i Karane, postanawia umawiać się z nimi obiema jednocześnie. W miarę trwania historii pojawiają się kolejne dziewczyny, które zostają partnerkami Rentarō, tworząc poliamoryczny związek.

## Bohaterowie
- Rentarō Aijō (jap. 愛城 恋太郎 Aijō Rentarō)

Seiyū: Wataru Katō 
- Hakari Hanazono (jap. 花園 羽香里 Hanazono Hakari)

Seiyū: Kaede Hondo 
- Karane Inda (jap. 院田 唐音 Inda Karane)

Seiyū: Miyu Tomita 
- Shizuka Yoshimoto (jap. 好本 静 Yoshimoto Shizuka)

Seiyū: Maria Naganawa 
- Nano Eiai (jap. 栄逢 凪乃 Eiai Nano)

Seiyū: Asami Seto 
- Kusuri Yakuzen (jap. 薬膳 楠莉 Yakuzen Kusuri)

Seiyū: Ayaka Asai 
- Bóg miłości

Seiyū: Shigeru Chiba 

## Manga
Pierwszy rozdział mangi został opublikowany 26 grudnia 2019 w magazynie „Shūkan Young Jump”. Następnie wydawnictwo Shūeisha rozpoczęło zbieranie rozdziałów do wydań w formacie tankōbon, których pierwszy tom ukazał się 17 kwietnia 2020. Według stanu na 18 czerwca 2025, do tej pory wydano 22 tomy.
| Nr | Data wydania (język japoński) | ISBN (język japoński)  |
| -- | ----------------------------- | ---------------------- |
| 1  | 17 kwietnia 2020              | ISBN 978-4-08-891533-3 |
| 2  | 19 czerwca 2020               | ISBN 978-4-08-891569-2 |
| 3  | 18 września 2020              | ISBN 978-4-08-891656-9 |
| 4  | 18 grudnia 2020               | ISBN 978-4-08-891736-8 |
| 5  | 18 marca 2021                 | ISBN 978-4-08-891816-7 |
| 6  | 18 czerwca 2021               | ISBN 978-4-08-892007-8 |
| 7  | 17 września 2021              | ISBN 978-4-08-892072-6 |
| 8  | 17 grudnia 2021               | ISBN 978-4-08-892164-8 |
| 9  | 18 marca 2022                 | ISBN 978-4-08-892245-4 |
| 10 | 17 czerwca 2022               | ISBN 978-4-08-892338-3 |
| 11 | 16 września 2022              | ISBN 978-4-08-892427-4 |
| 12 | 19 grudnia 2022               | ISBN 978-4-08-892537-0 |
| 13 | 17 marca 2023                 | ISBN 978-4-08-892629-2 |
| 14 | 19 lipca 2023                 | ISBN 978-4-08-892718-3 |
| 15 | 19 października 2023          | ISBN 978-4-08-892861-6 |
| 16 | 17 listopada 2023             | ISBN 978-4-08-892896-8 |
| 17 | 18 marca 2024                 | ISBN 978-4-08-893171-5 |
| 18 | 19 czerwca 2024               | ISBN 978-4-08-893278-1 |
| 19 | 19 września 2024              | ISBN 978-4-08-893385-6 |
| 20 | 18 grudnia 2024               | ISBN 978-4-08-893504-1 |
| 21 | 18 marca 2025                 | ISBN 978-4-08-893590-4 |
| 22 | 18 czerwca 2025               | ISBN 978-4-08-893699-4 |

## Anime
Powstanie adaptacji w formie telewizyjnego serialu anime ogłoszono 14 marca 2023. Seria została wyprodukowana przez studio Bibury Animation Studios i wyreżyserowana przez Hikaru Sato. Scenariusz napisał Takashi Aoshima, postacie zaprojektowała Akane Yano, muzykę zaś skomponowali Shuhei Mutsuki, Shunsuke Takizawa i Eba. Anime było emitowane od 8 października do 24 grudnia 2023 w Tokyo MX i innych stacjach. Motywem otwierającym jest „Dai dai dai dai daisuki na kimi e ♡” (jap. 大大大大大好きな君へ♡) w wykonaniu Kaede Hondo, Miyu Tomity, Marii Naganawy, Asami Seto i Ayaki Asai, końcowym zaś „Sweet Sign” (jap. スイートサイン Suīto sain) autorstwa Nako Misaki. Prawa do streamingu serii poza Azją nabył Crunchyroll.
24 grudnia 2023 zapowiedziano powstanie drugiego sezonu. Jego emisja rozpoczęła się 12 stycznia i zakończyła 30 marca 2025. Motyw otwierający, „Arigato, daisuki ni natte kurete” (jap. ありがと、大好きになってくれて), wykonuje Rentarō Family, natomiast końcowy, zatytułowany „Unmei?”, zaśpiewały Amane Shindō, Rie Takahashi, Lynn i Kanon Takao.

## Odbiór
W czerwcu 2021 roku manga liczyła ponad 650 000 egzemplarzy w obiegu, natomiast w lipcu tego samego roku ponad 800 000 egzemplarzy. Do marca 2022, seria sprzedała się w nakładzie ponad 1 000 000 kopii.
W sierpniu 2020 manga zajęła drugie miejsce spośród 50 nominowanych do 6. nagrody Next Manga Award, zdobywając 19 902 głosów.